# 凱斯巴赫河 (謝夫巴赫河支流)
51°01′39″N 7°09′19″E / 51.027635°N 7.155253°E

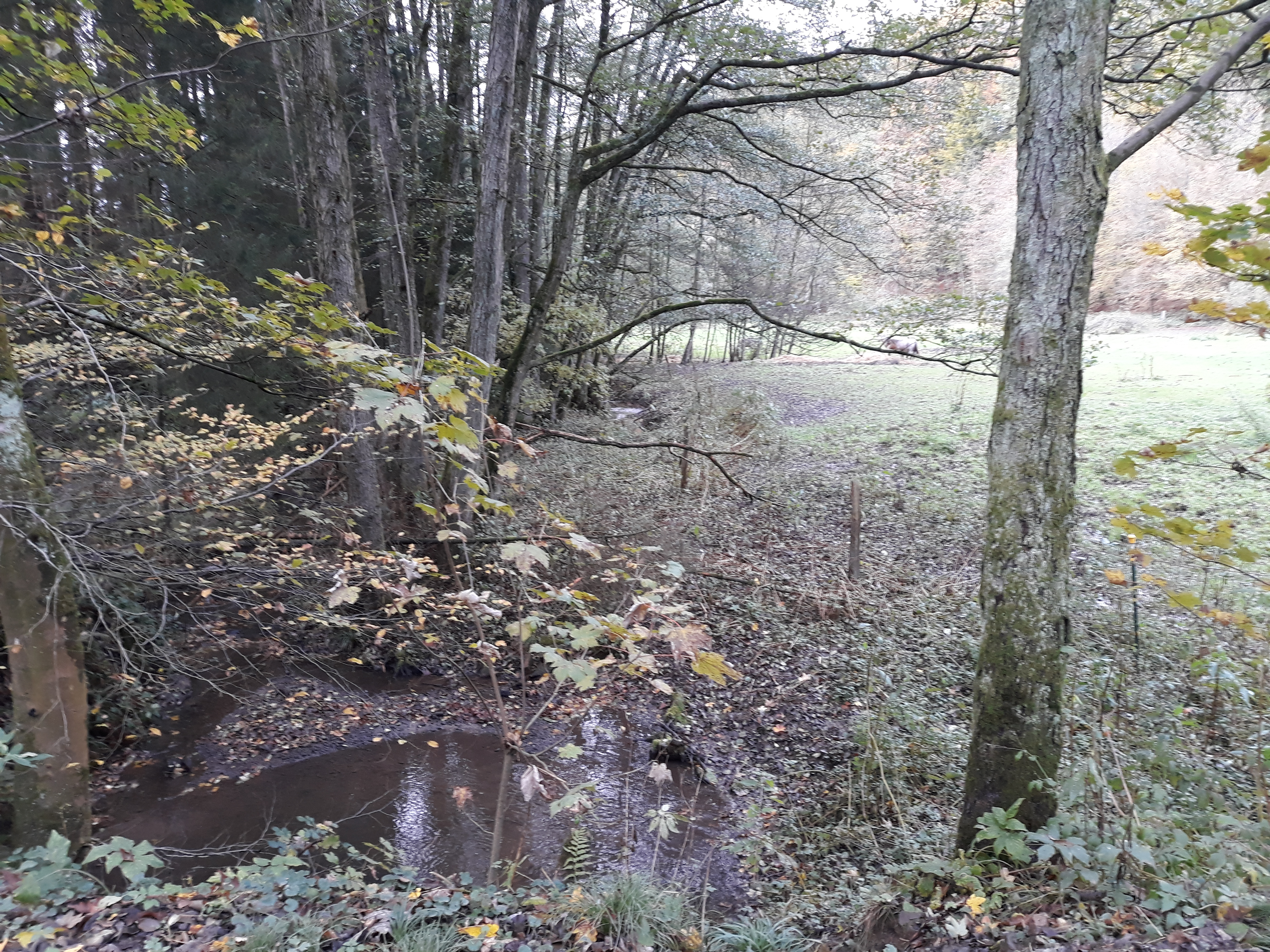

凱斯巴赫河（德語：Käsbach），是德國的河流，位於該國西部，流經北萊茵-威斯特法倫州，屬於謝夫巴赫河的左支流，河道全長2.4公里，流域面積1.9平方公里。